# زهیر بخیت
زهیر بخیت (عربی: زهير بخيت؛ زادهٔ ۱۳ ژوئیهٔ ۱۹۶۷) بازیکن سابق فوتبال اهل امارات متحده عربی است.
وی از سال ۱۹۸۸ تا ۲۰۰۱ در تیم ملی فوتبال امارات متحده عربی بازی انجام داده است و عضو این تیم در جام جهانی فوتبال ۱۹۹۰ بوده است.